# Léon Rolin
Léon Constant Emile Jean Marie Rolin ('s-Gravenbrakel, 1 augustus 1871 - Knokke, 15 juni 1950) was een Belgisch ondernemer.

## Biografie

### Familie
Léon Rolin behoorde tot de uitgebreide familie Rolin die uit Kortrijk, later Gent stamde. Sommige leden onderscheidden zich in de politiek of het rechtswezen, waaronder zijn ooms Gustave Rolin-Jaequemyns en Albéric Rolin en neef Edouard Rolin-Jaequemyns. Hij was een zoon van Ernest Rolin (1841-1918) en Emma Van Ackere (1848-1924). Hij trouwde in 1899 in Laken met Madeleine Schaar (1876-1954), dochter van een Belgische advocaat in Caïro. Ze kregen een zoon en twee dochters:
- Suzanne Rolin (1900-1985), religieuze onder de naam Mère Marie de Saint-Léon d'Antioche.
- Jacqueline Rolin (1902-1975), trouwde in 1924 in Brussel met baron Gustave Tibbaut (1892-1936), voorzitter van het hof van beroep van Brussel, zoon van baron Emile Tibbaut, advocaat, gemeenteraadslid van Gent, voorzitter van de Kamer van volksvertegenwoordigers en minister van Staat. Ze kregen vier zoons, met afstammelingen tot heden. Ze hertrouwde in 1939 in Brussel met Adolphe Le Grom de Maret (1887-1959), bankier. Ze kregen twee dochters, maar zonder nakomelingen.
- Jacques Rolin (1910-1999), ondernemer, trouwde in 1939 in Elsene met Germaine Delpech de Frayssinet (1917-2000). Ze kregen twee zoons en twee dochters, met afstammelingen tot heden.

### Loopbaan
Tegen het einde van de 19e eeuw woonden heel wat Belgen in Egypte. Dit land was de zetel geworden van een paar internationale rechtsinstanties, in Caïro, Ismaïlia en Alexandrië en personen uit een neutraal land zoals België schenen voorbestemd om hetzij te zetelen in die rechtbanken, hetzij er voor te pleiten in naam van de rechtzoekenden.
Deze internationale aanwezigheid betekende dat er ook passende gebouwen werden opgetrokken, hetzij voor die rechtbanken, hetzij voor de personen die ermee te maken hadden en voor hun families.
In 1895 richtte Ernest Rolin mee de Société anonyme et industrielle d'Egypte op, samen met enkele Antwerpse financiers. Tien jaar later bezat deze vennootschap 17.000 ha in Egypte. Ernest Rolin stichtte nog vennootschappen in dit land.
De jonge Rolin, bijgenaamd "de Pacha", ingenieur geworden, zag toekomst in dit land en richtte in Caïro de Compagnie Léon Rolin de travaux publics op. Dit groeide uit tot een belangrijke vennootschap en Rolin werd een personaliteit in Caïro. Hij werkte mee aan tal van grote werken in Egypte. Een honderdtal bruggen werden door hem gebouwd.
Dit belette niet dat Rolin ook in België actief bleef. Zo was hij onder meer mee betrokken bij de ontwikkeling van de badstad Westende. Daar leerde hij de architect Ernest Jaspar kennen, die hij met zich meenam naar Caïro. Dit werd het begin van de samenwerking van allebei met Empain. Zo werd hij een belangrijke vennoot voor Édouard Empain die de nieuwe stad Heliopolis kwam oprichten. Het enorme Heliopolis Palace werd door Rolin gebouwd. Hij was tevens bestuurder van de Fondation Égyptologique Reine Élisabeth.
De bouwmaatschappij werd na hem verder gezet door zijn zoon Jacques. Hij bouwde onder meer het groot voetbalstadion van Caïro.
Zoals verschillende andere leden van de familie werd Léon Rolin in 1921 opgenomen in de Belgische erfelijke adel en werd hem in 1939 de erfelijke baronstitel toegekend.